# Tetramorium lucayanum
Tetramorium lucayanum är en myrart som beskrevs av Wheeler 1905. Tetramorium lucayanum ingår i släktet Tetramorium och familjen myror. Inga underarter finns listade i Catalogue of Life.